# Plank (vägg)

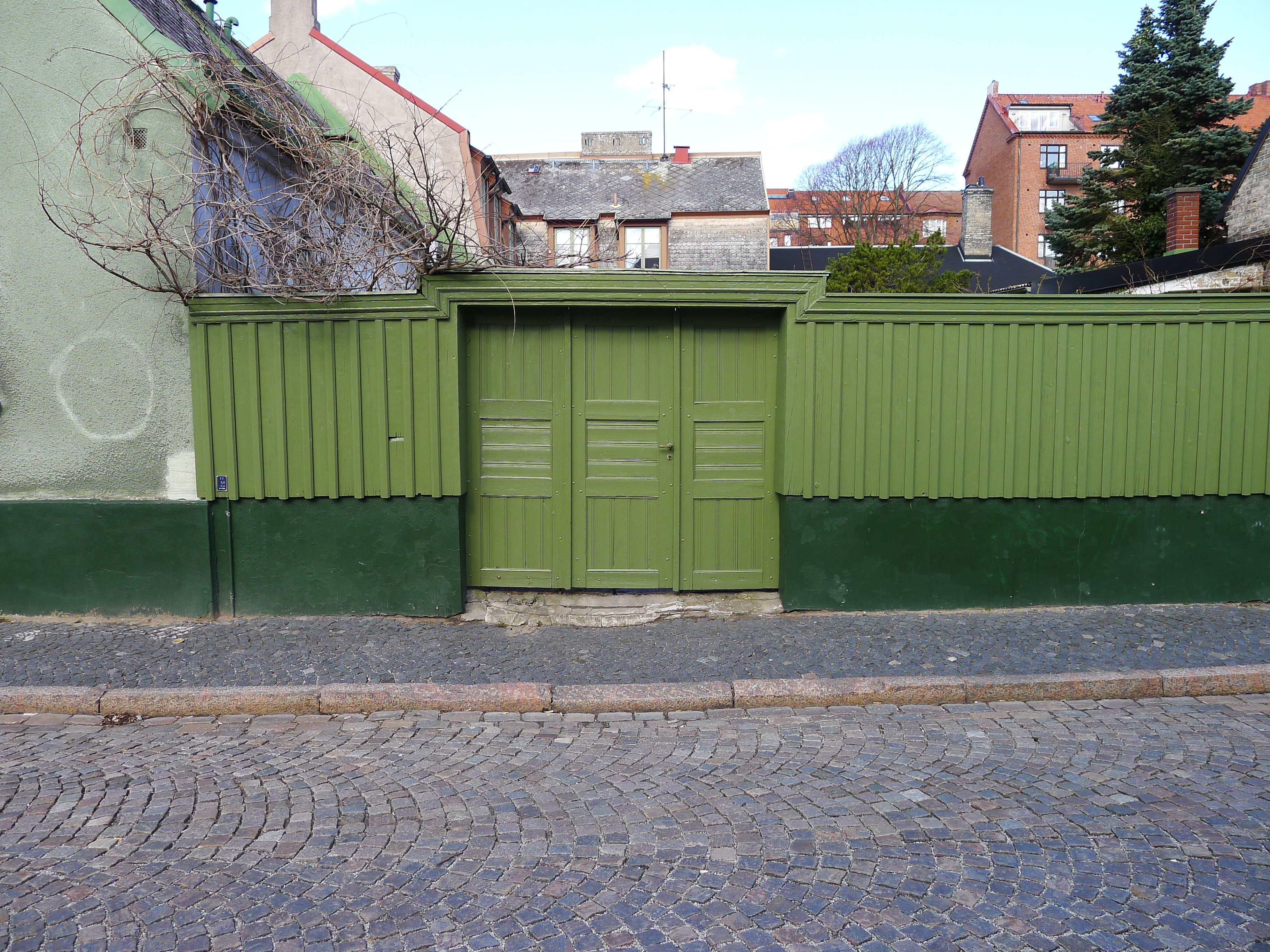
Plank i Lund.

Ett plank är en fristående trävägg. Plank används som ett grövre alternativ till stängsel för att skydda mot passage och insyn, bullerskydd eller som vindskydd.

## Galleri

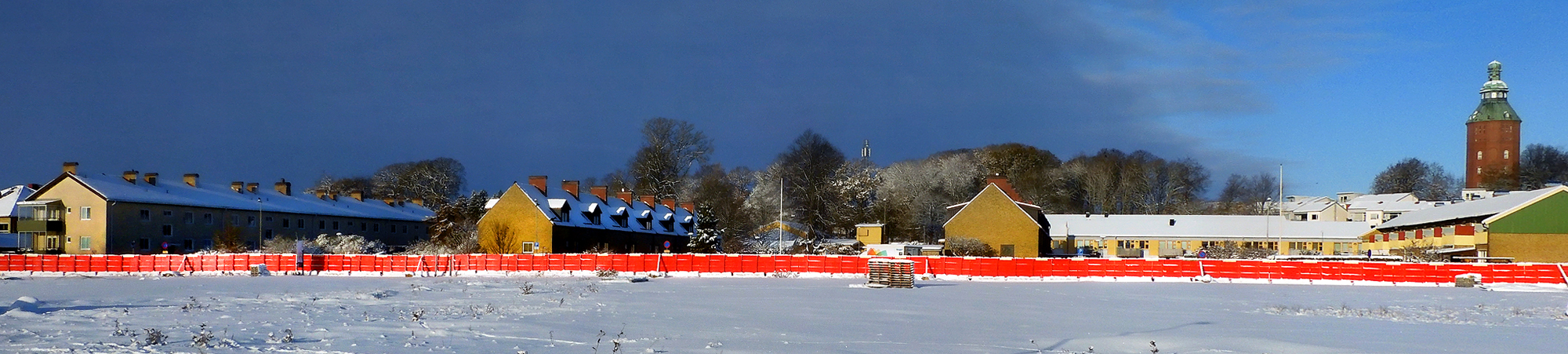
Långt plank ska hindra "sandstormar" till grannar från en öppen tomt i Ystad.
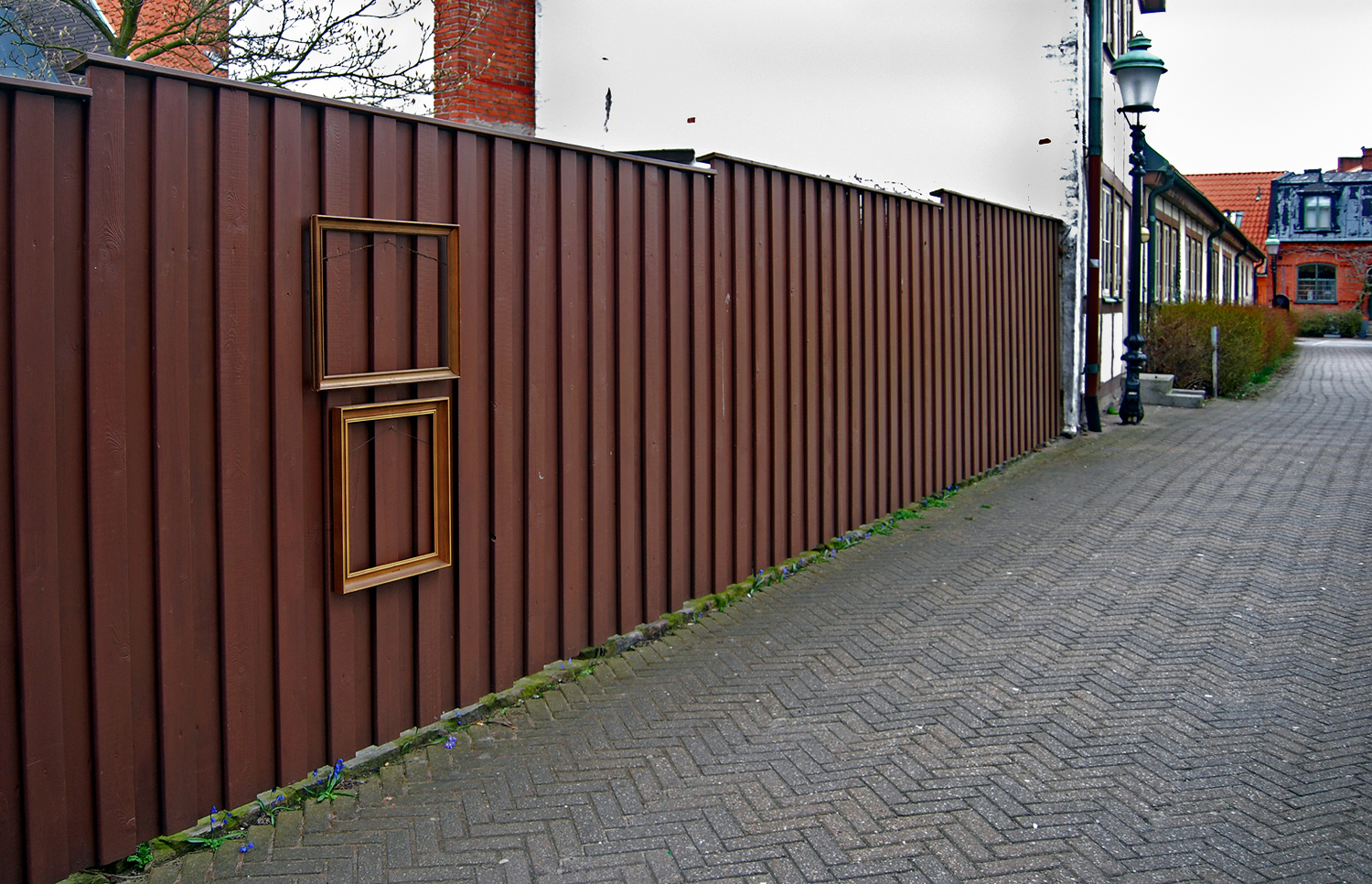
Plank vid Åfåran, mittemot Ystads Konstmuseum.